# Galeries Lafayette

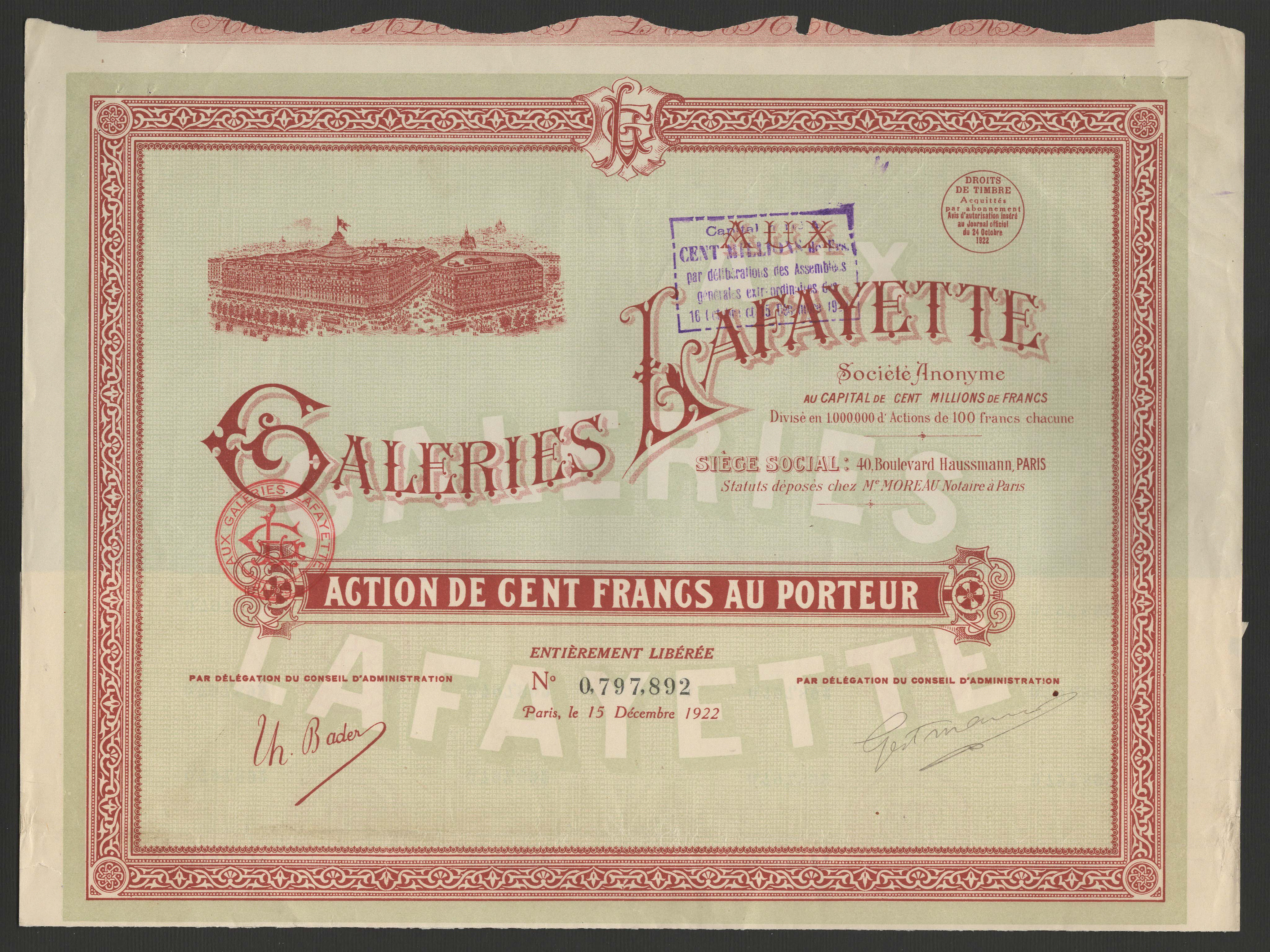
Aktie über 100 Francs der Galeries Lafayette S. A. vom 15. Dezember 1922

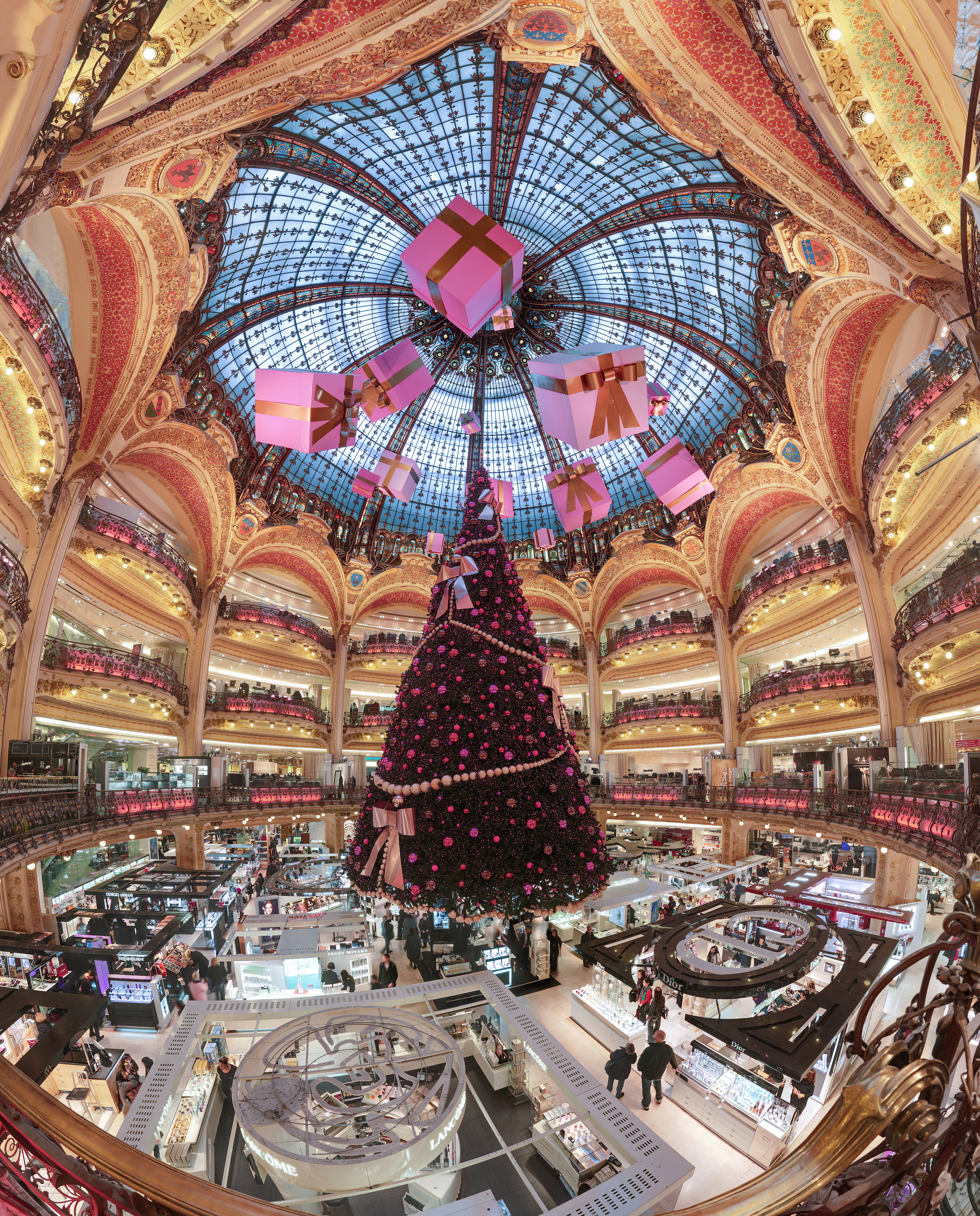
Große Halle im Pariser Stammhaus

Die Galeries Lafayette [ɡalʁi lafajɛt] ist eine große traditionsreiche französische Warenhauskette. Das Stammhaus in Paris, eines der ältesten Kaufhäuser Frankreichs, ist bemerkenswert wegen seiner Jugendstilarchitektur. Galeries Lafayette ist weltweit an 65 Standorten vertreten.

## Geschichte
Der Kaufmann Théophile Bader aus Dambach-la-Ville und sein Cousin Alphonse Kahn aus Kolbsheim eröffneten zunächst 1894 ein Wäschemodegeschäft mit einer Ladenfläche von 70 m² im 9. Arrondissement in der Rue La Fayette Nr. 1 in bester Geschäftslage, wenige Minuten entfernt von der Pariser Oper. Sie benannten das Geschäft 1894 nach der Straße in Aux Galeries Lafayette. Am 21. Dezember 1895 kaufte die Gesellschaft das gesamte Gebäude rue La Fayette Nr. 1; bald wurde aus dem Modegeschäft ein Kaufhaus mit 265 m² auf fünf Stockwerken. In den folgenden fünf Jahren kamen weitere Modegeschäfte in Paris und Lyon hinzu. Die Gesellschaft erweiterte ihre Geschäftstätigkeit über den reinen Einzelhandel hinaus auch auf die Modeproduktion. 1899 wurde die Aktiengesellschaft Société Anonyme des Galeries Lafayette gegründet.
Der Architekt Georges Chedanne erhielt 1906 den Auftrag für eine 10-stöckige Neukonstruktion, die 1908 fertig war. Hierdurch dehnte sich das Stammhaus weiter aus bis zur Adresse 38–41 Boulevard Haussmann. 1907 hatte das Kaufhaus mehr als 750 Angestellte. Von 1910 bis 1912 wurde ein Gebäudekomplex in armierter Betonskelettbauweise errichtet. Auf der 33 Meter hohen Jugendstil-Galeriehalle wurde eine 40 Meter hohe farbige Glaskuppel errichtet; die Eröffnung fand am 8. Oktober 1912 statt. Das Haus hatte nun eine Verkaufsfläche von 18.000 m². Noch im Jahre 1912 verkaufte Kahn seinen Anteil an Bader.
Zu Beginn des Ersten Weltkrieges durchlitt das Unternehmen eine Phase sinkender Umsätze. 1916 wurde eine Filiale in Nizza eröffnet, 1920 eine weitere Filiale in London. Die Geschäfte an den Standorten Paris und Lyon wurden kontinuierlich erweitert. 1931 eröffnete eine Filiale in Bukarest.
Um den Folgen der Weltwirtschaftskrise zu begegnen, wurde im Oktober 1932 das erste Monoprix-Geschäft eröffnet (in Rouen); bis 1938 entstanden in Frankreich 42 Monoprix-Niederlassungen: Kaufhäuser mit einfacher Ausstattung und gängiger, volkstümlicher Ware zu einheitlichen Preisen. Das 1928 gegründete Unternehmen Uniprix und das 1931 gegründete Unternehmen Prisunic eröffneten und betrieben ähnliche Kaufhäuser.
Im Juni 1940 besetzte die Wehrmacht Teile Frankreichs; das Vichy-Regime erließ bald einige antijüdische Gesetze. Diese zwangen die gesamte Geschäftsleitung, bestehend aus Théophile Bader, Max Heilbronn und Raoul Meyer, zum Rücktritt. Das Unternehmen wurde „arisiert“. Bader starb am 16. März 1942. Heilbronn wurde am 12. Juni 1943 vom SD verhaftet, dann in Lyon und Compiègne inhaftiert, am 3. Januar 1944 ins KZ Buchenwald deportiert, dann ins KZ Natzweiler-Struthof und dann ins KZ-Außenlager München-Allach deportiert. Dort wurde er am 30. April 1945 befreit. 1945, nach dem Zweiten Weltkrieg, übernahmen Heilbronn und Meyer wieder die Geschäftsführung.
Die ersten Nachkriegsjahre waren durch Versorgungsengpässe und ein eingeschränktes Sortiment gekennzeichnet. Ab etwa 1950 konnte das Unternehmen wieder das volle Warensortiment wie zu Vorkriegszeiten anbieten und expandieren. In den 1970er Jahren hatte die Kette in fast jeder großen Stadt Frankreichs ein Warenhaus.
In der Nähe des Pariser Stammhauses der Galeries Lafayette, am Boulevard Haussmann Nr. 64, liegt Printemps, ein weiteres berühmtes Pariser Kaufhaus.
1996 eröffneten die Galeries Lafayette als eines der ersten Unternehmen nach der deutschen Wiedervereinigung im ehemaligen Ostteil Berlins ein Warenhaus, die Galeries Lafayette Berlin.
Bis 2019 wurden sowohl in Frankreich, wie etwa die Pariser Standorte Beaugrenelle und Champs-Élysée, als auch zehn Filialen im Ausland wie etwa in Dubai oder Shanghai eröffnet.
2018 und 2021 übernahm der Unternehmer Michel Ohayon insgesamt 26 Häuser der Gruppe, hauptsächlich in kleineren Städten wie Tarbes, Pau, Lorient und Belfort. Diese Filialen waren lange Zeit defizitär, der neue Eigentümer wollte sie mit neuen Konzepten rentabel machen. Sie sind in der Holdinggesellschaft HPB (Hermione People & Brands) organisiert, die keine Finanzzahlen veröffentlicht. Anfang 2023 stellte Michel Ohayon einen Antrag auf Eröffnung eines gerichtlichen Sicherungsverfahrens (redressement judiciaire) für die Häuser seiner Gruppe. Im April 2024 gab man die Schließung des Berliner Standorts Ende Juli 2024 bekannt.
2015 übernahmen Philippe Sempéré und Pierre-Antoine Desplan die Filiale in Béziers, die geschlossen werden sollte, kurz später auch die Filiale in Avignon. Sie renovierten und modernisierten die beiden Kaufhäuser, mit Unterstützung der Gemeinden, und machten wieder Gewinne. 2025 eröffneten sie in Nîmes eine neue Filiale unter Lizenz von Galeries Lafayette, auch hier wieder mit Unterstützung der Stadt.

## Wirtschaftsdaten
Im Kaufhaus zählt man täglich 60.000 Besucher, die zwischen 6 Restaurants wählen können. Im Jahr 2005 beschäftigte die Unternehmensgruppe Groupe Galeries Lafayette rund 35.000 Mitarbeiter. Mit einer Verkaufsfläche von 68.000 m² ist es größtes Kaufhaus der westlichen Welt und damit auch größtes der zwölf wichtigsten Kaufhäuser in Paris. Seit 2001 gibt es eine Divisionalisierung in Lafayette Homme (Männerbekleidung; 2001), Lafayette Gourmet (Speisen und Getränke; 2002), Lafayette Maison (Wohnen) und VO (Mode; 2004) und Lafayette Shoes, seit Juli 2009 mit 3.200 m² das größte Damenschuhgeschäft der Welt.
Der Warenhauskette Galeries Lafayette gehörte seit Gründung im Jahre 1932 auch die französische Warenhauskette Monoprix, deren Aktien sie aber im Juni 2012 verkaufte. Außerdem gehören die Warenhauskette Bazar de l'Hôtel de Ville (BHV) sowie verschiedene Finanz- und Versicherungsunternehmen sowie Reiseunternehmen zur Gruppe. Ferner besitzt das Unternehmen ausgedehnte Immobilien in bester Lage in Paris. Die Gruppe erwirtschaftete 2004 einen Umsatz von 5,64 Milliarden Euro und einen Gewinn vor Steuern von 133,9 Mio. Euro. Durch die Corona-Pandemie 2020/2021 erlitt die Gruppe beträchtliche Umsatzeinbußen, die großen Kaufhäuser in Paris verloren bis zu 50 % vom Umsatz. 2022 verfügte Galeries Lafayette über 55 Filialen in Frankreich sowie zehn bestehende und fünf geplante Standorte im Ausland.
Der Streubesitz der Kaufhaus-Gruppe wurde bis Juli 2005 an der Pariser Börse gehandelt. Mehrheitlich lagen die Aktien im Besitz der Familien Etienne Moulin (31,7 %), Georges Meyer (29,5 %) und Max Heilbronn (1,7 %). Die Familie Moulin übernahm die Anteile der Familien Meyer und Heilbronn und besitzt nun 62,9 %, während sich 37,1 % im Besitz von BNP Paribas befinden.

## Standorte

### Frankreich

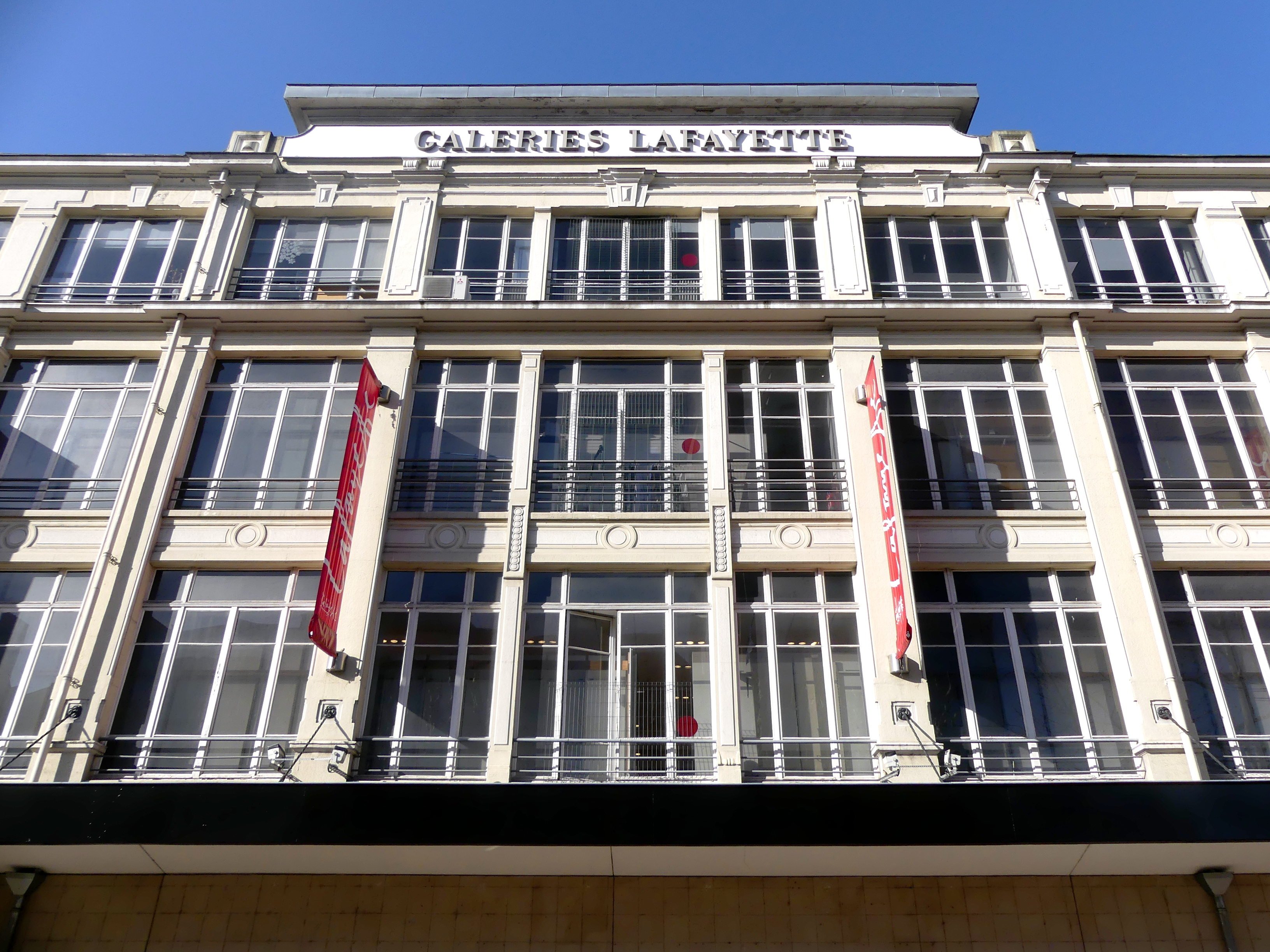
Filiale in Chambéry

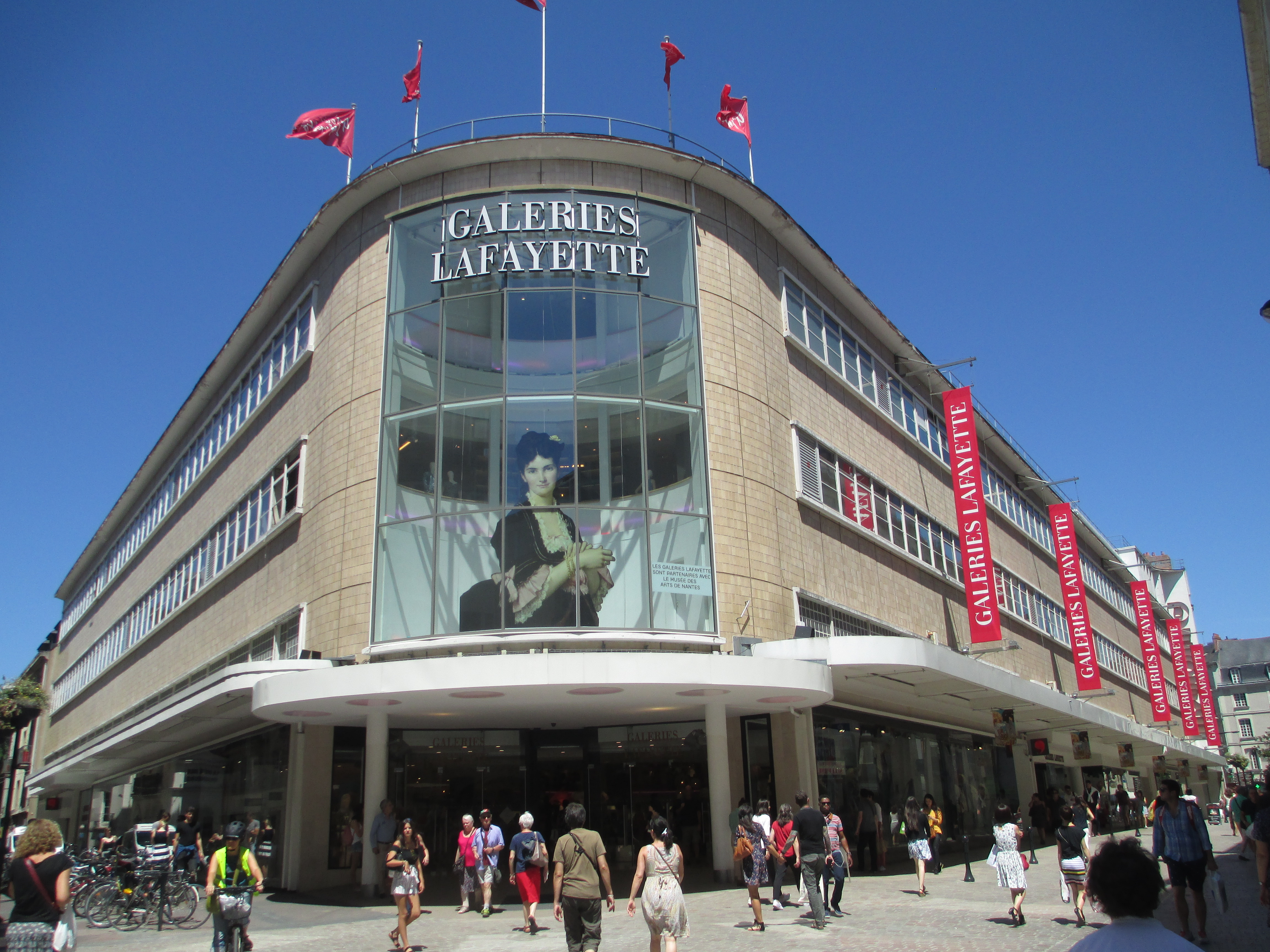
Filiale in Nantes

Die Galeries Lafayette verfügen über 55 Standorte in Frankreich, wobei viele Filialen von Franchisenehmern gehalten werden. Die von HPB geführten Filialen sind entsprechend gekennzeichnet.
- Agen (HPB)
- Amiens (HPB)
- Angers (HPB)
- Angoulême (HPB)
- Annecy
- Avignon
- Bayonne (HPB)
- Beauvais (HPB)
- Belfort (HPB)
- Besançon (HPB)
- Biarritz
- Bordeaux
- Béziers
- Caen (HPB)
- Cannes (HPB)
- Chalon-sur-Saône (HPB)
- Chambéry (HPB)
- Clermont-Ferrand
- Dax (HPB)
- Dijon
- Grenoble
- Langon
- La Roche-sur-Yon (HPB)
- La Rochelle (HPB)
- Libourne (HPB)
- Limoges
- Lieusaint
- Lorient (HPB)
- Lyon-La Part Dieu
- Lyon-Bron
- Le Mans
- Marseille
- Menton
- Metz
- Montpellier
- Montauban (HPB)
- Nantes
- Nice
- Niort (HPB)
- Orléans
- Paris-Galeries Lafayette Haussmann
- Paris-Beaugrenelle
- Paris-Champs-Élysées
- Pau (HPB)
- Perpignan
- Reims
- Rennes
- Rosny-sous-Bois (HPB)
- Rouen (HPB)
- Saint-Laurent-du-Var
- Saintes (HPB)
- Strasbourg
- Tarbes (HPB)
- Toulon (HPB)
- Toulouse
- Tours (HPB)

### Weltweit

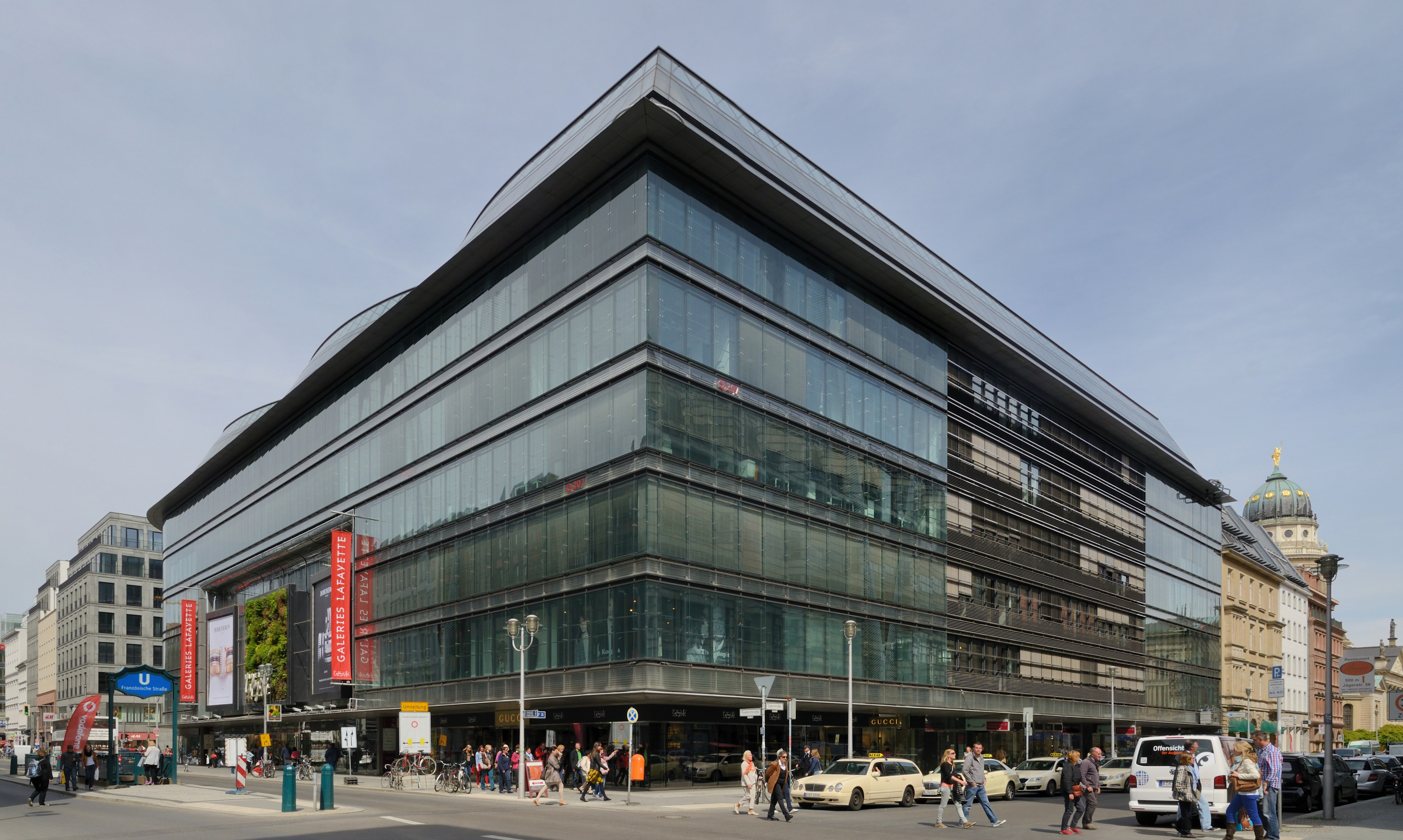
Filiale in Berlin

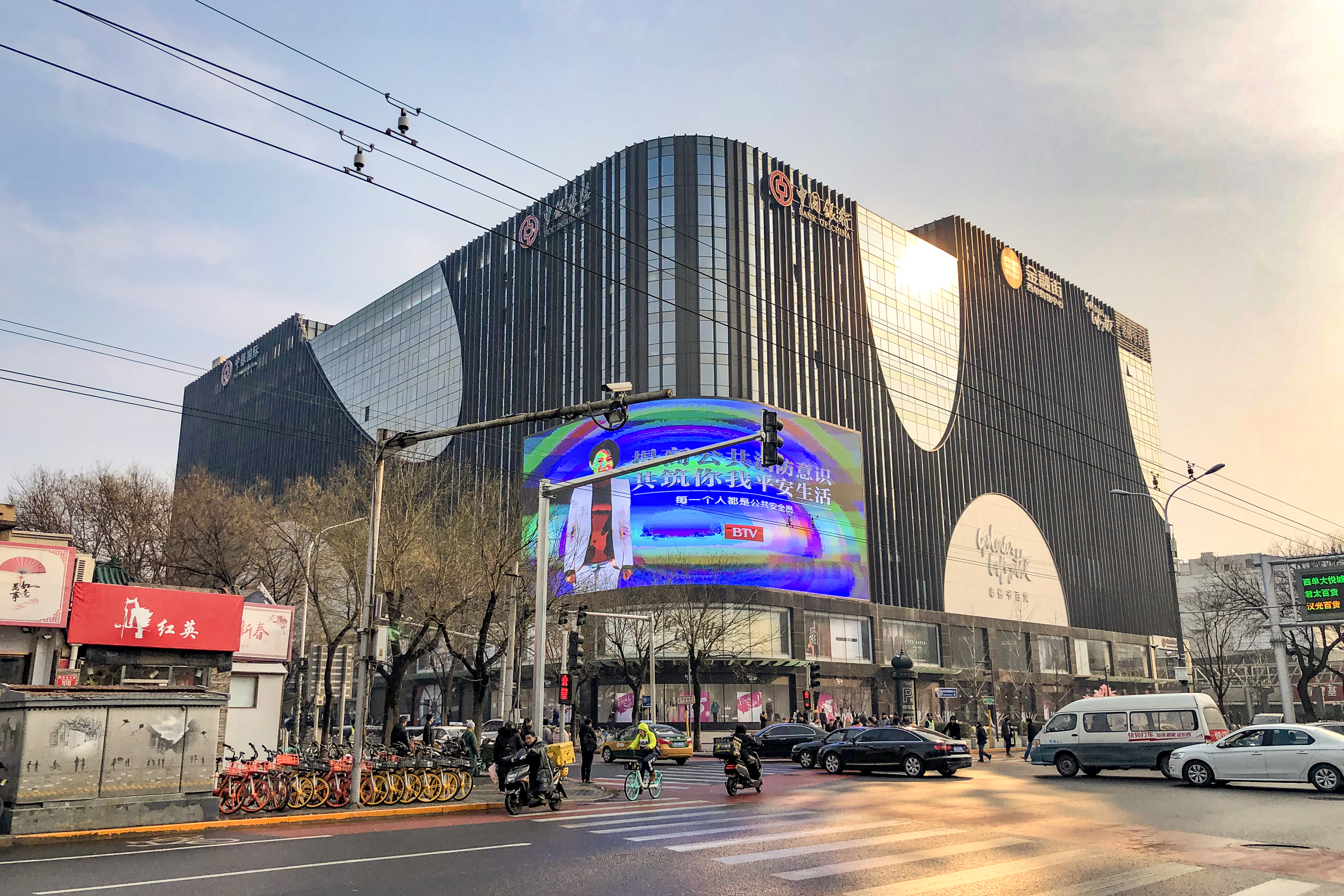
Filiale in Peking

Die Galeries Lafayette verfügen außerdem über zehn Filialen außerhalb Frankreichs, der älteste ausländische Standort war seit 1996 (2024 geschlossen) in Berlin.
- Berlin, Deutschland (1996)
- Dubai, Vereinigte Arabische Emirate (2009)
- Jakarta, Indonesien (2013)
- Casablanca, Marokko (2011)
- Rabatt, Marokko (2011)
- Peking, Volksrepublik China (2013)
- Istanbul, Türkei (2017)
- Luxemburg, Luxemburg (2019)
- Shanghai, Volksrepublik China (2019)
- Doha, Katar (2019)

Bis 2024 sollen drei neue Standorte in Guiyang, Kuwait und Mailand sowie zwei Standorte in Indien entstehen. Das Lafayette Berlin wird Ende Juli 2024 geschlossen, auch die Standorte in New York City, London, Istanbul, Singapur und Casablanca wurden mangels Erfolg geschlossen.

## Film
- Die großen Traumkaufhäuser – Galeries Lafayette, Paris. Dokumentarfilm, Deutschland, 2017, 52:08 Min., Buch und Regie: Elke Werry, Produktion: Telekult, Saarländischer Rundfunk, arte, Reihe: Die großen Traumkaufhäuser, Erstsendung: 12. Februar 2017 bei arte, Inhaltsangabe von ARD.